# SMS Don Juan d'Austria (1862)
Pour les autres navires du même nom, voir SMS Don Juan d'Austria.
Le SMS Don Juan d'Austria, premier du nom de Juan d'Autriche , était une frégate blindée, construit pour la marine austro-hongroise dans les années 1860, troisième unité de la classe Kaiser Max.

## Historique
Sa quille a été posée en octobre 1861 au chantier naval Stabilimento Tecnico Triestino ; Don Juan d'Austria a été lancé en juillet 1862 et a été achevé en 1863. Il transportait sa batterie principale - composée de seize canons de 48 livres et de quinze canons de 24 livres - dans un arrangement traditionnel en bordée, protégé par une ceinture blindée de 110 mm (4,3 po).
Don Juan d'Austria a participé à la bataille de Lissa en juillet 1866. Il a été fortement engagé au centre de la mêlée ; il a échangé des flancs avec le cuirassé italien Re di Portogallo et a été touché trois fois par le cuirassé à tourelle Affondatore, bien qu'il ait subi peu de dégâts.
Après la guerre, le Don Juan d'Austria est légèrement modernisé en 1867 pour corriger sa mauvaise tenue à la mer et améliorer son armement, mais il est néanmoins rapidement dépassé par les développements navals des années 1860 et 1870. Obsolète en 1873, Don Juan d'Austria a été officiellement "reconstruit", bien qu'en réalité il a subi une démolition navale pour la ferraille, seules sa plaque de blindage, des pièces de ses machines et d'autres pièces diverses étant réutilisées dans le nouveau Don Juan d'Austria à batterie centrale de la nouvelle classe Ersatz Kaiser Max.

## Conception
Don Juan d'Austria mesurait 70,78 m (232 pieds 3 pouces) de longueur entre perpendiculaires ; il avait un maître-bau de 10 m (32 pi 10 po) et un tirant d'eau moyen de 6,32 m (20 pi 9 po). Il déplaçait 3 588 tonnes. Il avait un équipage de 386 personnes. Son système de propulsion se composait d'une machine à vapeur à expansion unique qui entraînait une hélice unique. Le nombre et le type de ses chaudières à charbon ne sont pas connus. Son moteur produisait une vitesse de pointe de 11,4 nœuds (21,1 km h) à partir de 1926 chevaux (1436 kW). Il pouvait parcourir environ 1200 milles marins(2200 km) à une vitesse de 10 nœuds (19 km/h).
Don Juan d'Austria était un navire cuirassé, et il était armé d'une batterie principale de seize canons à chargement par la bouche de 48 livres et de quinze canons à chargement par la bouche rayés de 24 livres de 150 mm (5,9 po). Il portait également un seul canon de 12 livres et un de six livres. La coque du navire était gainée d'une armure en fer forgé de 110 mm (4 po) d'épaisseur.